# Nexus (studio)
Nexus Co., Ltd. (jap. 株式会社Nexus Kabushiki-gaisha Nekusasu) – japońskie studio animacji z siedzibą w tokijskiej dzielnicy Suginami, założone w 2012 roku.

## Produkcje

### Seriale telewizyjne
| Rok  | Tytuł                                        | Reżyser(zy)             | Liczba odcinków | Uwagi                                                                        | Przypisy |
| ---- | -------------------------------------------- | ----------------------- | --------------- | ---------------------------------------------------------------------------- | -------- |
| 2015 | Wakaba Girl                                  | Masaharu Watanabe       | 13              | Na podstawie mangi autorstwa Yui Hary.                                       | [ 2 ]    |
| 2015 | Rakudai kishi no Cavalry                     | Shin Ōnuma Jin Tamamura | 12              | Na podstawie light novel autorstwa Riku Misory. We współpracy z Silver Link. | [ 3 ]    |
| 2018 | Comic Girls                                  | Yoshinobu Tokumoto      | 12              | Na podstawie mangi autorstwa Kaori Hanzawy.                                  | [ 4 ]    |
| 2019 | Granbelm                                     | Masaharu Watanabe       | 13              | Własna twórczość.                                                            | [ 5 ]    |
| 2020 | Darwin’s Game                                | Yoshinobu Tokumoto      | 11              | Na podstawie mangi autorstwa FLIPFLOPs.                                      | [ 6 ]    |
| 2022 | Kage no jitsuryokusha ni naritakute!         | Kazuya Nakanishi        | 20              | Na podstawie light novel autorstwa Daisuke Aizawy.                           | [ 7 ]    |
| 2023 | Kage no jitsuryokusha ni naritakute! sezon 2 | Kazuya Nakanishi        | 12              | Sequel Kage no jitsuryokusha ni naritakute!.                                 | [ 8 ]    |

### Filmy
| Rok  | Tytuł         | Reżyser(zy) | Uwagi                                           | Przypisy |
| ---- | ------------- | ----------- | ----------------------------------------------- | -------- |
| 2014 | Santa Company | Kenji Itoso | Własna twórczość. We współpracy z Kenji Studio. | [ 9 ]    |